# Charlestown (Manning)
Charlestown is het elfde studioalbum van Manning, de band rondom Guy Manning. Het album is in 2010 opgenomen in Burnside. Manning mocht van alle kanten binnen de progressieve rock overwegend complimenten ontvangen, die speciaal uitgingen naar de suite en epic Charlestown, dat verwijst naar Charlestown (Cornwall). Na de uitgave kon Manning concerten geven in de serie Progrock en Progmeister. Tijd om stil te zitten had de band niet, in maart 2011 begonnen de opnamen voor de opvolger. Ook opnieuw tijd om nieuwe musici te ontvangen, David Albone vertrok, werd opgevolgd door John Kennard en die binnen een jaar door Joe Casey. 
De hoes is van Rosie Manning, dochter van Guy.

## Musici
- Guy Manning – gitaar, toetsinstrumenten, mandoline, bouzouki, basgitaar, percussie, zang
- Kris Hudson – basgitaar
- Kevin Currie – gitaar en achtergrondzang
- David Albone - slagwerk en percussie
- Chris Catling – gitaar en achtergrondzang
- Julie King – achtegrondzang
- Stephen Dundon – dwarsfluit

met
- Ian Fairbairn – fiddle
- Kathy Hampson – cello
- Alison Diamond – sopraansaxofoon, tenorsaxofoon

## Muziek
Alle van Guy Manning, behalve waar aangegeven

| Nr. | Titel                    | Duur  |
| --- | ------------------------ | ----- |
| 1.  | Charlestown              | 35:10 |
| 2.  | Caliban and Ariel        | 2:58  |
| 3.  | The man in the mirror    | 6:26  |
| 4.  | Clocks                   | 4:28  |
| 5.  | T.I.C. (Manning/Baskind) | 5:15  |
| 6.  | Finale                   | 7:17  |